# 무자파르베크 투라보예프
무자파르베크 토시테미로비치 투라보예프(우즈베크어: Muzaffarbek Toshtemir oʻgʻli Toʻraboyev 무자파르베크 토시테미르 오글리 토라보예프, 러시아어: Музаффарбек Тоштемирович Турабоев, 2000년 4월 5일~) 또는 무자파르베크 투로보예프(우즈베크어: Muzaffarbek Toʻroboyev 무자파르베크 토로보예프, 러시아어: Музаффарбек Туробоев)는 우즈베키스탄의 유도 선수이다. 2024년 하계 올림픽 남자 하프헤비급 동메달을 획득했으며 세계 유도 선수권 대회에서 금메달 1개와 동메달 1개를 획득했다.